# آرتور جانسون (تاریخ)
آرتور جانسون (انگلیسی: Arthur Johnson; ۱ ژانویهٔ ۱۸۴۵ – ۱ ژانویهٔ ۱۹۲۷) بازیکن فوتبال بود.